# Bujuruldija
Bujuruldija (turski: buyruldu) je osmanska pravna isprava koja sadrži zapovijedi pripadnika središnje osmanske vlasti i namjesnika pokrajina. Formom bujuruldije isprva su se služili samo predstavnici središnje osmanske vlasti, uglavnom veliki veziri. Namjesnici pokrajina počeli su ju rabiti u 17. stoljeću, a prije toga su svoja naređenja pisali u obliku pisma. Bujuruldije su pisane prepoznatljivom vrstom divani pisma, deblje izvučenih, slobodnih i raskošnih poteza.
Bujuruldija odnosno bujuruntija je oblik provedbe zakona. To je pašina ili valijina pisana zapovijed.
Jednako kao na vrhu fermana i na vrhu bujuruldije nalazi se prizivanje Boga izraženo rječju "On". Tekst započinje nabrajanjem adresata kojima je bujuruldija upućena. To su uglavnom kadije, kapetani, zapovjednici (age), dizdari (kastelani), časnici, vojvode (vojni glavari vlaških nahija), janjičarski serdari (janjičarski starješine u pojedinim mjestima ili nahijama), uglednici, janjičarski pročelnici u gradovima, ljudi od znanja, pandur-baše i panduri, emini (carinici) i posebno dubrovački emini. Namjesnici su bujuruldije izdavali podređenim službenim osobama koje su djelovale unutar granica njihova namjesništva. Adresati su primali na uvid prijepise bujuruldija koje su kao ovlaštene osobe prepisivali kadije ovjeravajući ih svojim pečatom. Za razliku od fermana u bujuruldijama nema pravila uz nazive adresata upisivati pohvalne pridjeve i molitve za jačanje i povećanje adresatovih vrlina. Iznimka je kadija koji najčešće nosi naziv "čuvar Šerijata" uz uobičajenu molitvu "neka mu se povećaju vrline". Većina drugih službenika nosi naziv "uzori", odnosno "ponosi među slavnima", "među njima sličnima", "među uglednima", uz molitvu "neka im se poveća slava" ili "snaga".
Osmanska diplomatika dijeli bujuruldije u dvije skupine. Jednoj pripadaju one koje su napisane u gornjem dijelu isprave, tj. iznad raznih vrsta podnesaka, poput molbi, žalbi, skica dermana, službenih izvješća, predstavki (arzuhala). Budući da su problematične okolnosti i prijedlog kako ih riješiti iznesene u podnesku, bujuruldija sadrži samo obično vrlo kratku zapovijed. Iako je namjesnikovo naređenje tek dio ovakve isprave, uobičajeno je da se ona cijela naziva bujuruldijom. Drugoj skupini bujuruldija pripadaju one napisane same za sebe, koje obuhvaćaju i opis okolnosti i naređenje. Rješenje s bujuruldijom Mehmed-paše Kukavice iz 1754. poznato je kao "Travnički sporazum" kojim je okončan dugotrajni spor Dubrovčana i Mlečana. Tekst bujuruldije obično završava izrazom buyuruldu (naređeno je) ispisanim u obliku nečitljive valovite crte zaobljenih ili oštrih vrhova. U produžetku slijedi oznaka nadnevka izdavanja, a oznaka mjesta izdavanja nije upisivana. Uz naređenje učiniti tako ponekad dolazi i upozorenje s prijetnjom nipošto ne postupiti drukčije.